# ティモシー・アトゥバ
ティモテー・アトゥバ （Timothée Atouba, 1982年2月17日 - ）は、カメルーン・ドゥアラ出身の同国代表元サッカー選手。ポジションはDF、MF。

## 経歴
2000年、アフリカネイションズカップで優勝した。2003年、FIFAコンフェデレーションズカップで準優勝した。2004年のアフリカネイションズカップで活躍し、2004年6月にはトッテナム・ホットスパーFCと契約した。1年をイングランドで過ごしたのち、2005年7月にハンブルガーSVへ移籍した。
2006年、UEFAチャンピオンズリーグのPFC CSKAモスクワ戦において、2失点に関与したアトゥバに対してスタンドのファンからボールに触れるたびに野次が巻き起こった。アトゥバはそれに対し中指を突き立て、69分に交代した後も罵倒を繰り返した。スタンドからはビールと思われるカップが投げ込まれるなど混乱し、レフェリーにより交代後にも関わらずレッドカードを示された。
2008年、アフリカネイションズカップで準優勝したが、有望株のブノワ・アスー＝エコトにポジションを奪われがちになった。
2009-10シーズンより、マルティン・ヨルの誘いを受けてアヤックス・アムステルダムに移籍金なしで加入した。ヨルとはトッテナム、ハンブルガーでも同僚だった。翌シーズン限りで同クラブを去りフリーとなった。
2012年11月11日、セグンダ・ディビシオンのUDラス・パルマスに加入することが発表された。

## タイトル

### クラブ
バーゼル
- スイス・スーパーリーグ : 2003-04
- スイス・カップ : 2002-03
- ウーレンカップ（英語版） : 2003

ハンブルガー
- UEFAインタートトカップ : 2005, 2007
- ドバイ・チャレンジカップ（英語版） : 2007, 2008
- エミレーツ・カップ : 2008
- Tホーム・カップ : 2009

アヤックス
- エールディヴィジ : 2010-11
- KNVBカップ : 2009-10

### 代表
カメルーン
- アフリカネイションズカップ : 2000